# Parc Alexandre
Ne doit pas être confondu avec [[:le Parc Alexandrino à Saint-Pétersbourg]].
Le parc Alexandre (en russe : Александровский парк) est l'un des cinq parcs de la ville de Tsarskoïe Selo (ou Pouchkine) à côté de Saint-Pétersbourg qui s'étend sur une surface de deux-cents hectares.

## Description
Le parc se trouve à la limite du palais Catherine du côté du portail d'honneur, à partir duquel on accède au parc par le grand pont chinois. L'autre côté du parc longe le palais Alexandre. Le parc fait partie de l'ensemble architectural et artistique de la ville-musée, administré par le musée national de Pouchkine. Cependant certains éléments architecturaux sont dans un état préoccupant.
Le parc Alexandre est divisé en un nouveau jardin (parc au plan géométrique) et un jardin paysager.

## Le nouveau jardin
Le nouveau jardin a été dessiné en 1740. Une allée d'honneur formée de tilleuls mène du grand pont chinois au palais Catherine. C'est l'axe principal du parc. L'intersection de cette allée avec une large percée forme quatre carrés de 200 mètres de côté, constituant l'essentiel de cette partie géométrique du parc. Le Nouveau jardin est bordé sur quatre côté par le canal de la croix creusé en 1748-1749. Le Nouveau jardin a été aménagé par Schröder et par Kondakov, vraisemblablement selon les plans de Girard. Il a depuis connu quelques changements, ainsi le carré à droite du pont chinois a été agrémenté d'étangs pittoresques avec des presqu'îles, dans la seconde moitié du XVIIIe siècle. Un chemin dit chemin de courtine, ou le petit champignon (gribok), a été aménagé dans le carré de gauche. On trouve au centre du troisième carré une colline artificielle baptisée le mont Parnasse et au milieu du quatrième carré le théâtre chinois.
Le goût pour les jardins réguliers s'estompe à partir des années 1760 et l'aménagement du Nouveau jardin n'est pas mené au terme de ce qui avait été imaginé.

### Le grand pont chinois

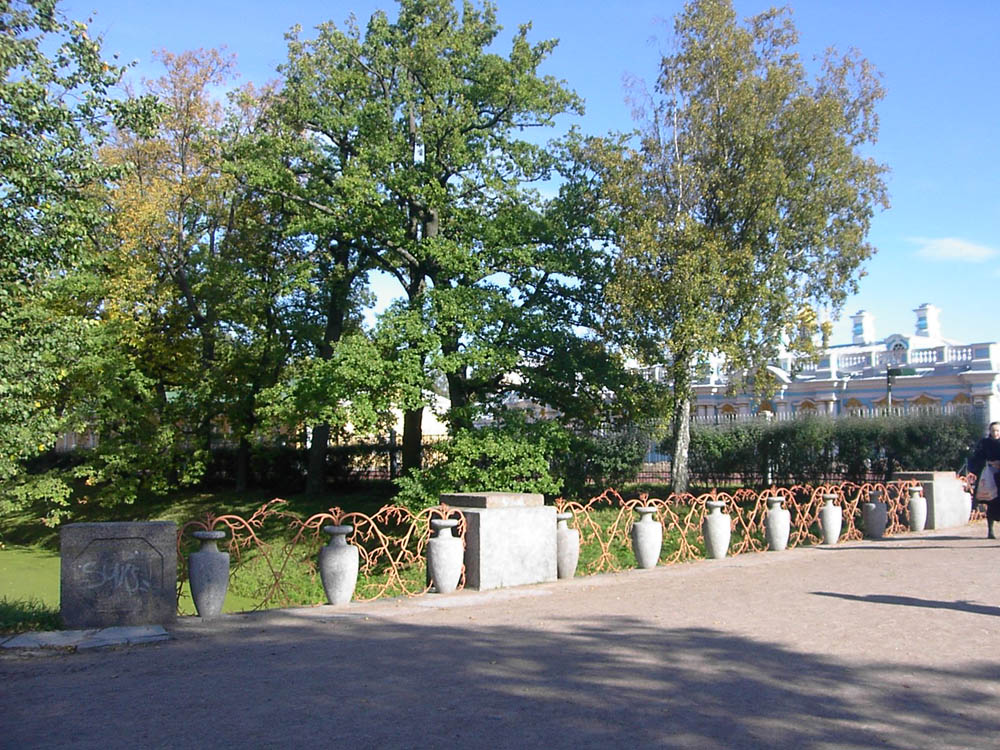
Vue du grand pont chinois

Le grand pont chinois est bâti selon les plans de Charles Cameron. Il relie les portes du palais Alexandre à la place d'honneur du palais Catherine. Le pont est construit en granite rose et son parapet est formé de grands vases de pierre reliés par des grilles de fer imitant des branches de corail. Le grand pont chinois était autrefois décoré de quatre statues en pierre calcaire représentant chacune un personnage chinois sur un piédestal qui ont été remplacées dans la seconde moitié du XIXe siècle par des statues en zinc détruites pendant le siège de Leningrad par les Allemands.

### Le chemin du petit champignon
Cette partie du jardin est formée d'une dizaine de groupes d'arbres et de buissons et parcourue par un chemin dont le nom provient d'une gloriette détruite au début du XIXe siècle au toit en forme de champignon. Huit allées partent d'une petite place circulaire située au centre sur une petite hauteur.

### Le mont Parnasse

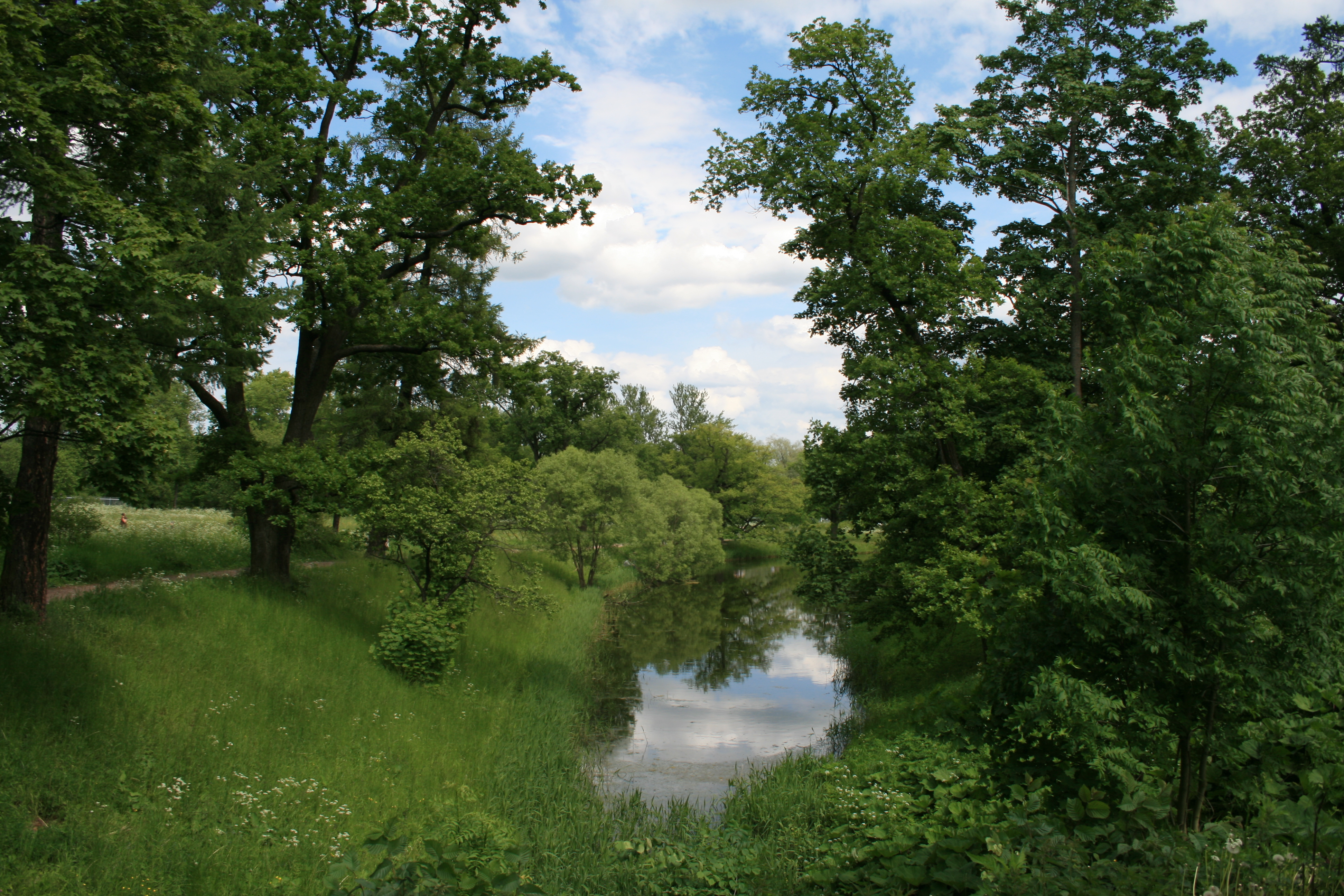
Vue d'un chemin du parc bordant un étang

Une colline de terre rapportée que l'on atteint par un petit chemin est plantée de grands arbres. Elle est baptisée du nom de mont Parnasse, comme dans la mythologie grecque.

### Le théâtre chinois
Ce théâtre se trouve à gauche de l'entrée du parc. Il a commencé à être construit en 1778 selon les dessins d'Antonio Rinaldi dans le goût des chinoiseries de l'époque. Cependant l'extérieur est d'architecture européenne, sans décoration. Les murs blancs étaient autrefois agrémentés de pilastres avec de larges corniches et des chambranles étroites sur les fenêtres et les portes. Seul le toit du théâtre avec des angles relevés « à la chinoise » rappelle l'Extrême-Orient. L'intérieur en revanche était somptueusement décoré à la manière chinoise.
C'est ici que Giovanni Paisiello a joué son opéra Démétrius Atarxès devant la Grande Catherine, le 13 juin 1779. La cour a assisté ici à de nombreuses premières, jusqu'à la révolution de février. Le théâtre a été entièrement restauré en 1908-1909, mais a été gravement endommagé par un incendie le 15 septembre 1941, lorsque la ville a été bombardée par les Allemands au début du siège de Leningrad. Il est aujourd'hui en ruines.

### Le pont des dragons

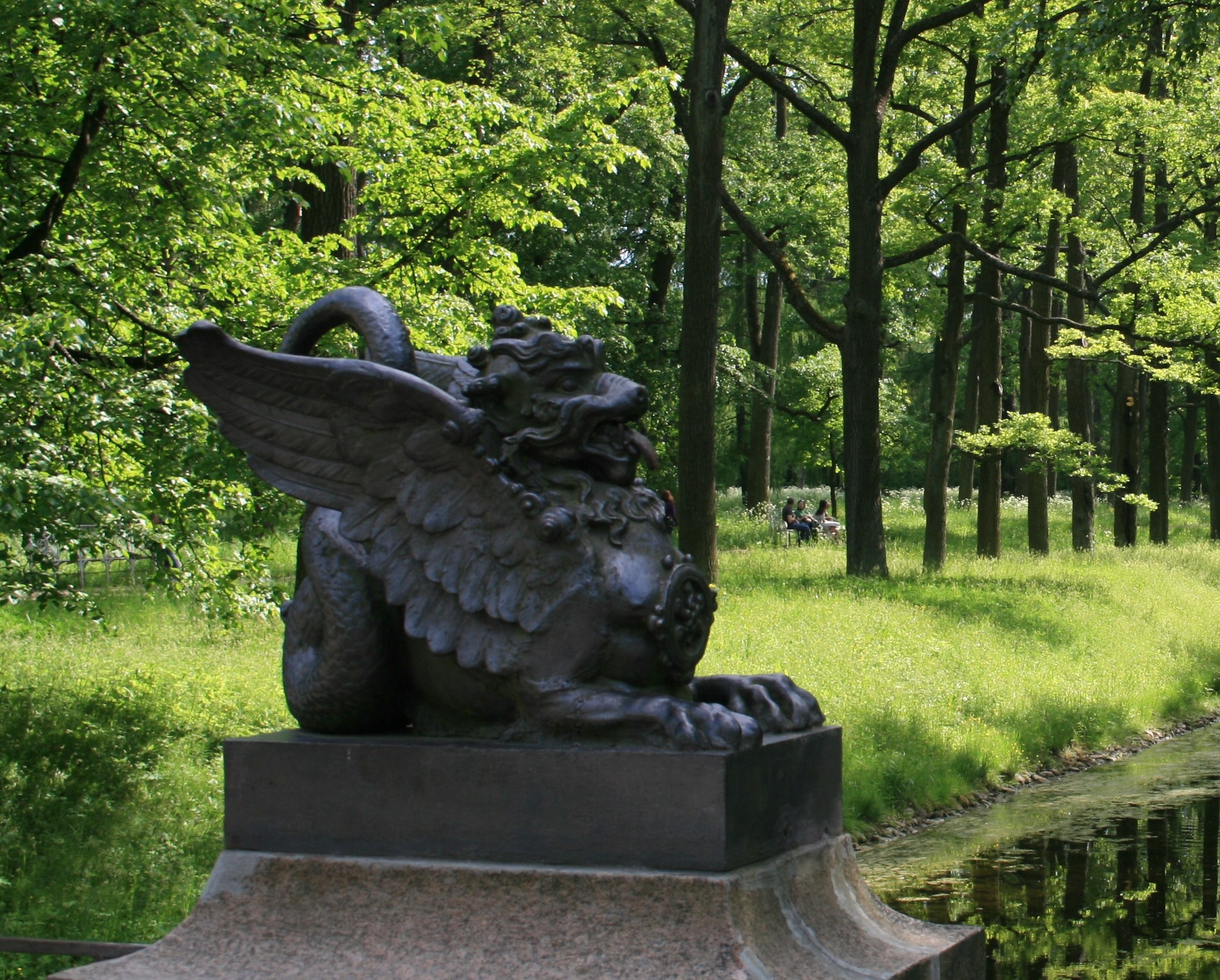
Vue d'un des dragons chinois

Ce pont a été construit en même temps que le grand pont chinois. Il est décoré de quatre dragons ailés sur des piédestaux de granite. Ils étaient en pierre calcaire au début et ont été remplacés par les mêmes en fonte en 1860.

### Le petit pont chinois

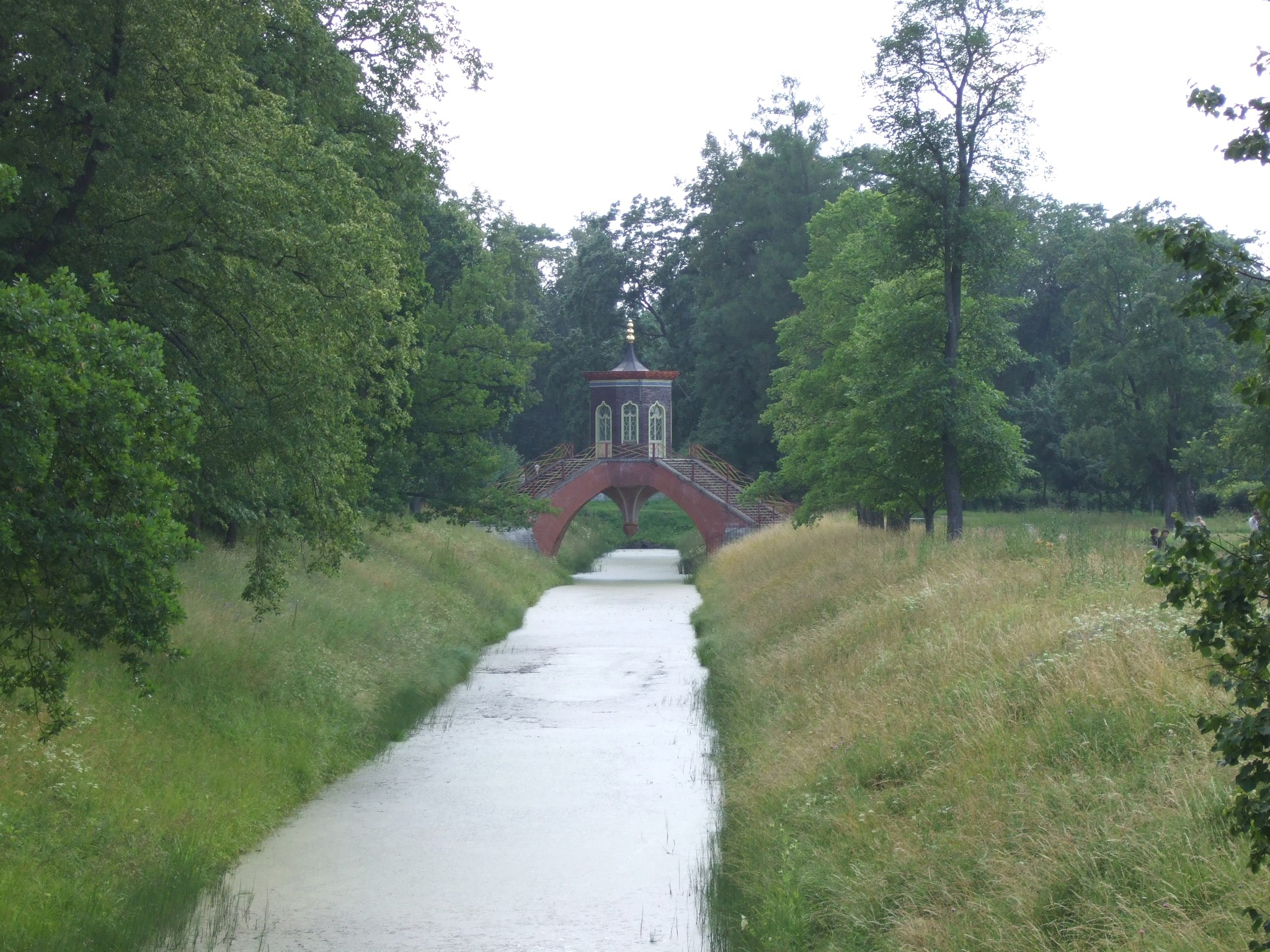
Vue du petit pont chinois

Ce petit pont cruciforme a été construit en 1779 au-dessus du canal. Il est agrémenté en son milieu d'une gloriette chinoise de brique laquée de couleur rouge framboise, jaune et bleue avec de hautes fenêtres vitrées. Le toit  pointu est surmonté de boules formant une flèche dans le goût des chinoiseries. Quatre escaliers de vingt-trois marches forment un pont cruciforme.

### Le grand caprice et le petit caprice

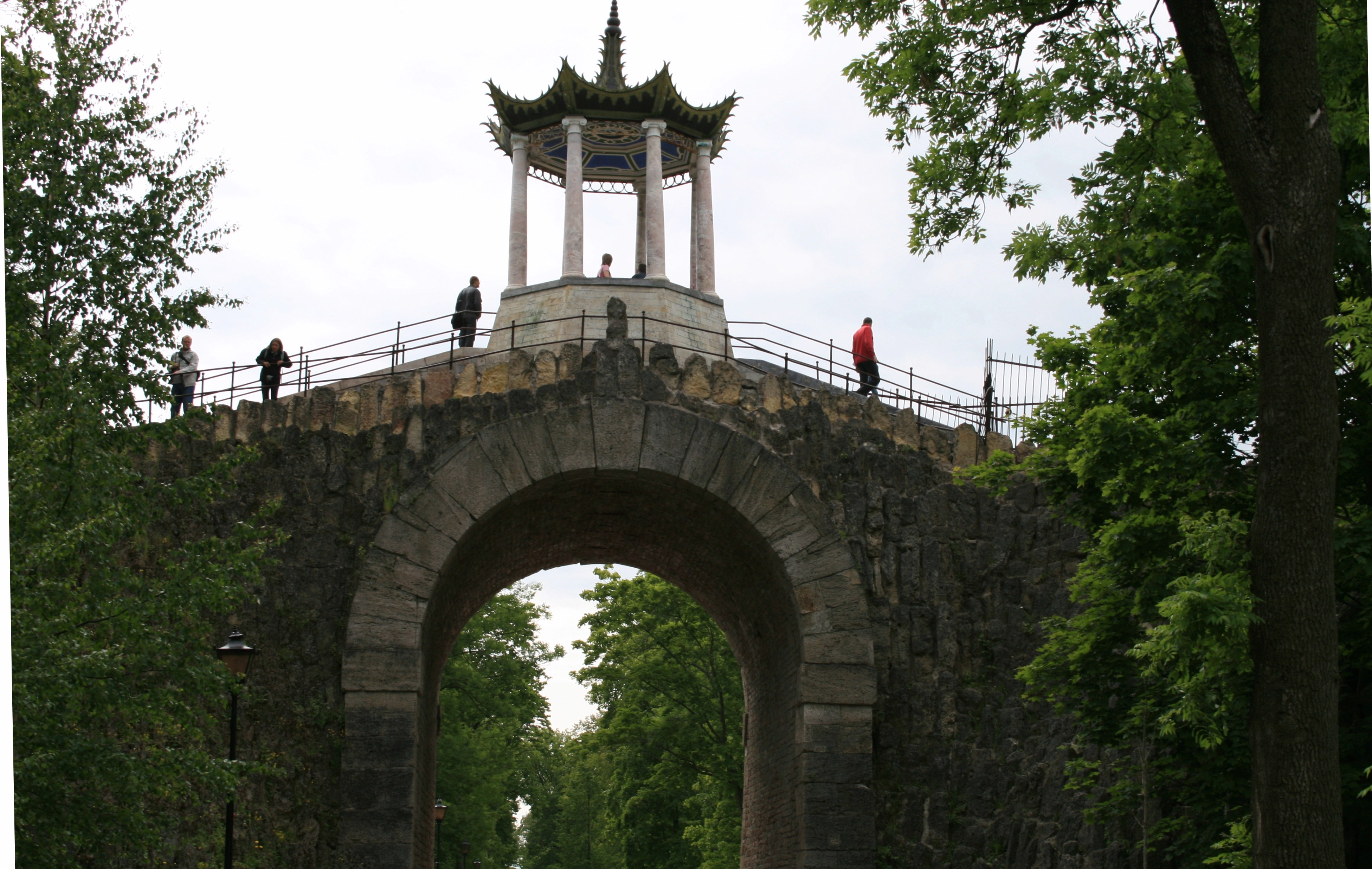
Vue du grand caprice

Le grand et le petit caprices se présentent sous la forme de remblais artificiels avec des arcs de pierre au-dessus d'une allée, dite allée sous-les-caprices et ont été construits entre 1770 et 1774. L'arc du grand caprice mesure cinq mètres de large et sept mètres de haut. Il est surmonté d'une gloriette avec huit colonnes de marbre rose soutenant un toit « à la chinoise ». Le petit caprice, plus loin, est de dimensions plus réduites.

### Le village chinois

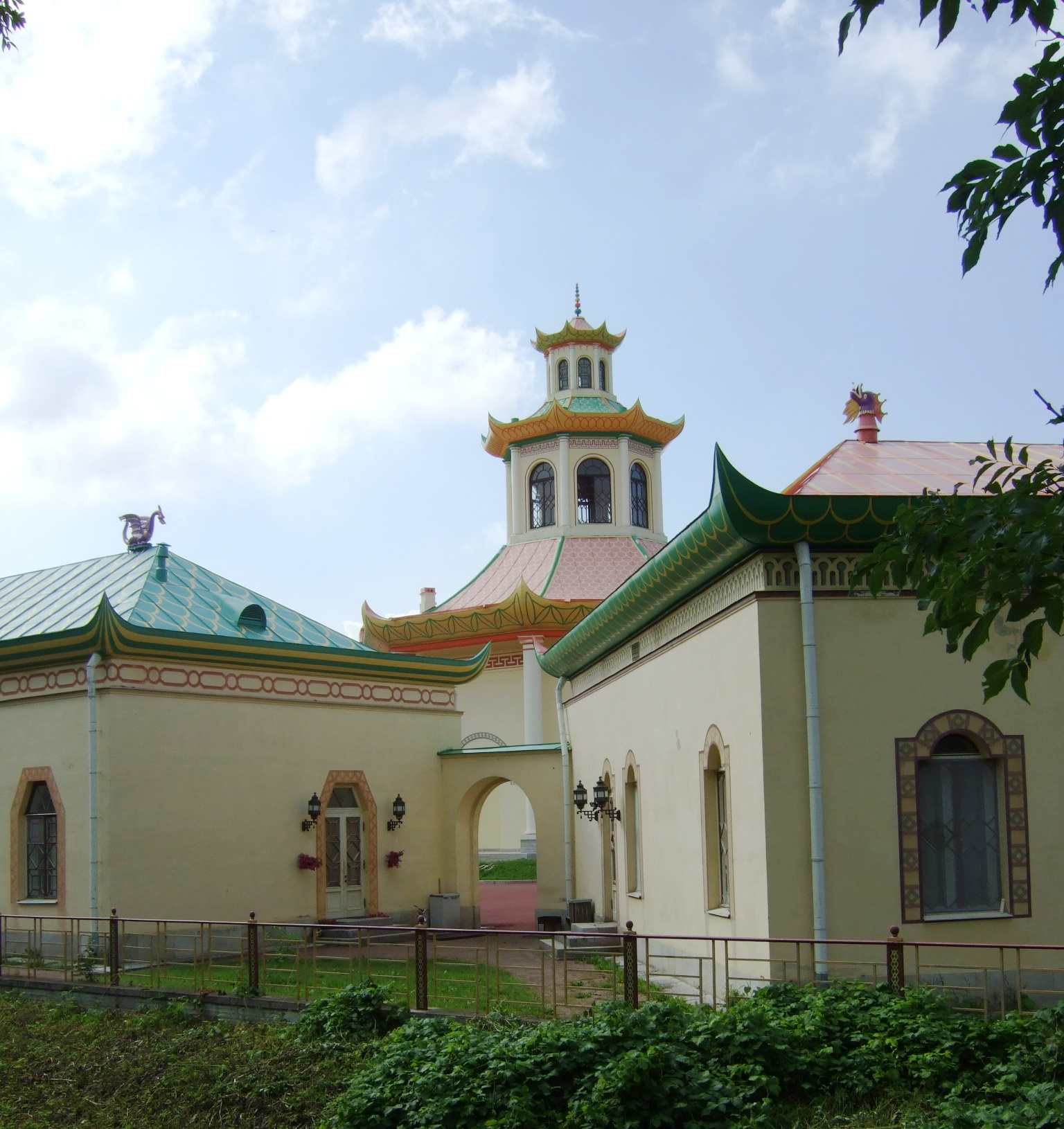
Le village chinois

Le village chinois a été construit dans les années 1780 par Cameron et Neïelov, vraisemblablement selon les dessins de Rinaldi. Dix maisons ont été bâties, sur les dix-huit prévues. Cette composition architecturale est conçue autour d'un édifice appelé « l'observatoire ». Les maisons étaient au départ revêtues de carreaux de faïence qui n'ont pas survécu au premier hiver. Les angles des toits des petites maisons sans étage sont relevés à la manière chinoise. On remarque de nombreux ornements chinois, comme des dragons. Les pavillons servaient à loger les hôtes impériaux au XIXe siècle. Karamzine y habita à plusieurs reprises et y travailla à son ouvrage Histoire de l'État russe.
Le village est aujourd'hui totalement restauré et les pavillons servent de logements.

## Le jardin paysager

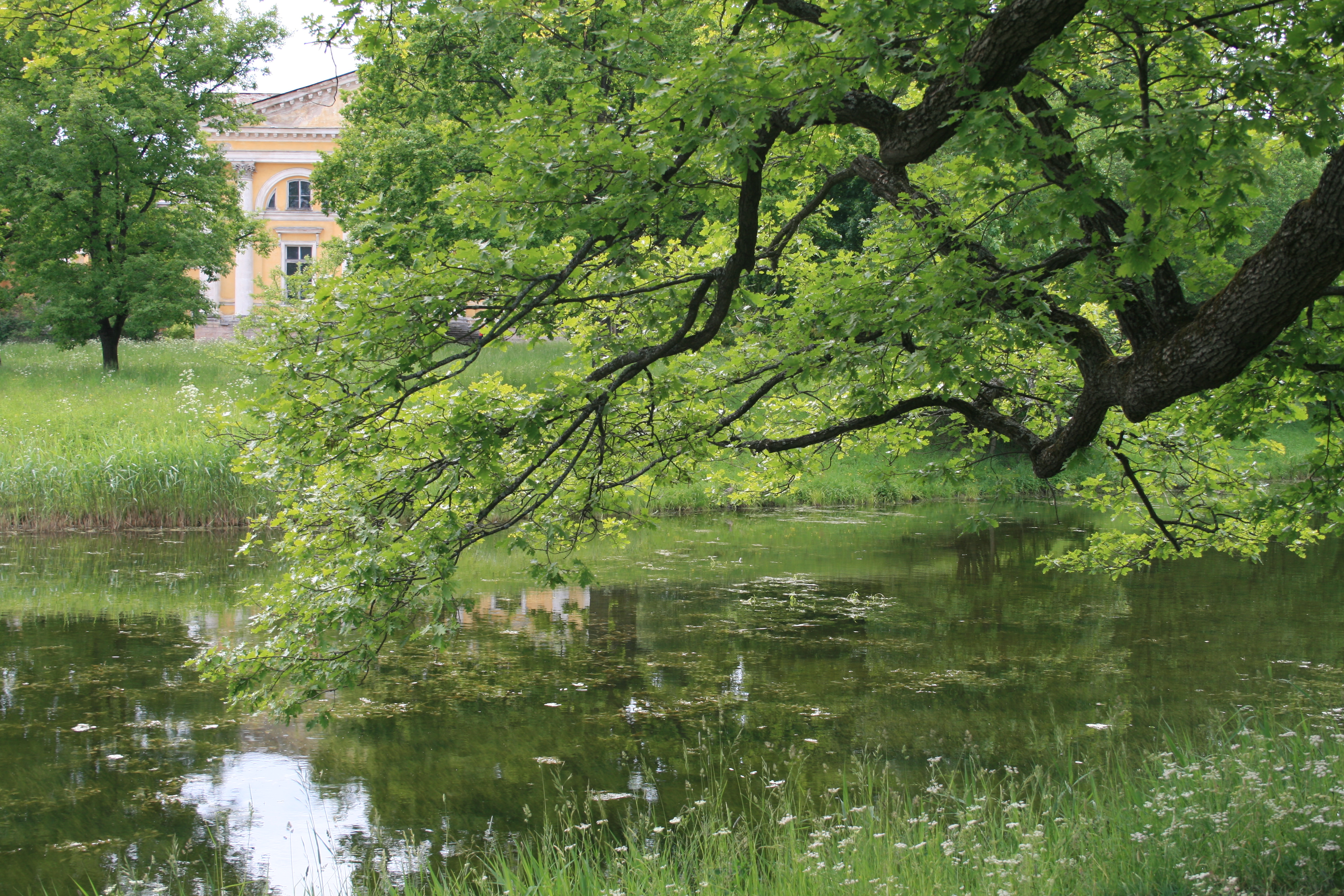
Le jardin paysager du parc Alexandre avec le palais Alexandre au fond

À l'époque de Catherine II, il y avait ici des bois qui servaient à la chasse et une ménagerie. Lorsque le palais Alexandre commence à être bâti dans les années 1790, le jardin paysager est aménagé avec trois étangs et des collines artificielles. Les bois sont transformés en parc paysager avec des allées et ensuite l'architecte Adam Menelas conçoit un ensemble d'édifices et de fabriques néogothiques : la tour blanche, la chapelle, l'arsenal, le pavillon des lamas, l'hôtel impérial des chevaux invalides.

### La tour blanche

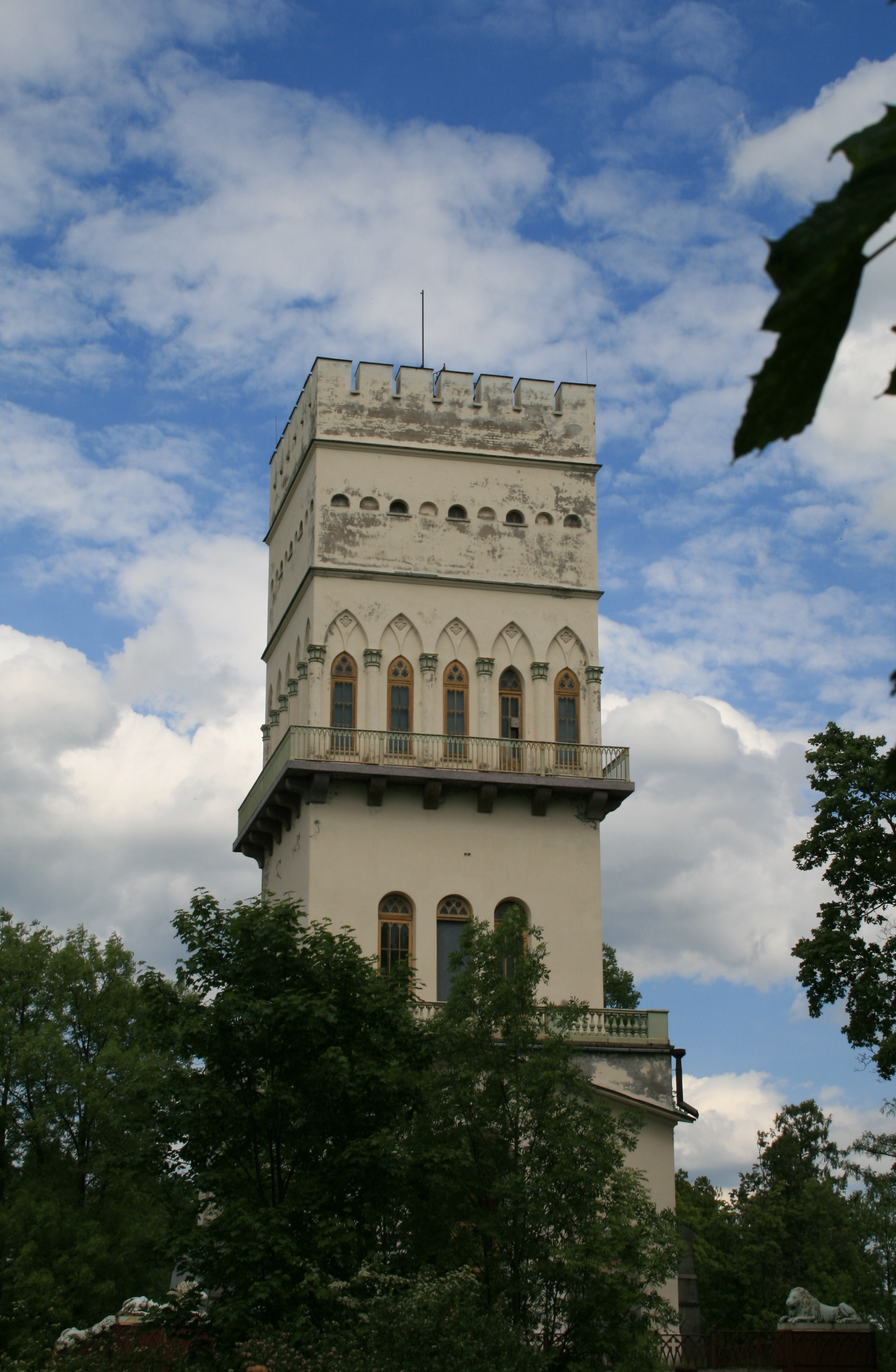
La tour blanche

La tour blanche est une tour néogothique construite en 1821-1827 par Menelas qui mesure 37,8 mètres de hauteur et qui est entouré d'un fossé. Cette tour est construite, selon la volonté du grand-duc, puis empereur Nicolas Ier, pour ses fils Alexandre, Nicolas, Michel et Constantin. Ils prennent ici des leçons de gymnastique et d'art militaire et tout en haut de la tour on leur aménage un atelier de peinture pour leurs leçons de dessin. On trouve une salle-à-manger au rez-de-chaussée, un salon au premier étage, une chambre et un cabinet de travail au second et au troisième et la garde-robe et la bibliothèque au quatrième étage. Une terrasse avec une jolie vue sur les environs est construite tout en haut.
On fait appel à des artistes fameux de la capitale pour décorer l'intérieur de la tour. Giovanni Battista Scotti et Brandoukov sont chargés des peintures et des fresques, le mobilier est dessiné par Heinrich Gambs et son frère. Les façades sont décorées de figures de fonte, comme les quatre lions de la terrasse.

### La chapelle

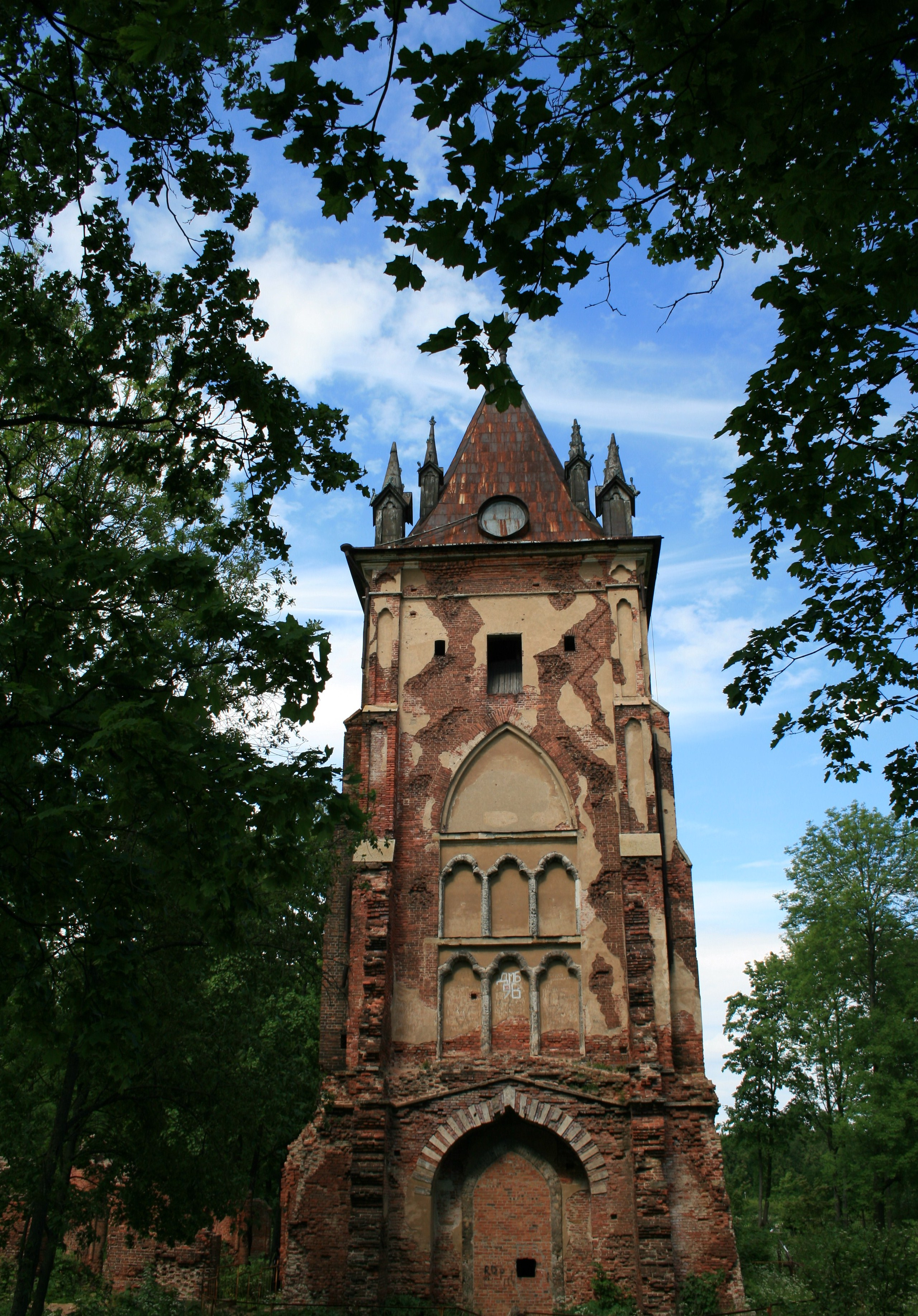
La chapelle en 2008

La chapelle (en français dans le texte) est une fabrique néogothique construite en 1828 par Menelas sous l'aspect d'une ruine de chapelle romantique allemande rongée par le temps. La chapelle se présente sous la forme de deux tours carrées, dont l'une est à dessein à moitié écroulée, reliées entre elles par un arc. Demut-Malinovski est l'auteur des sculptures (comme celles de la tour blanche). Une statue du Christ, qui se trouve aujourd'hui au musée de l'Ermitage, est commandée par l'impératrice Marie Féodorovna au sculpteur Johann Heinrich von Dannecker.

### L'arsenal

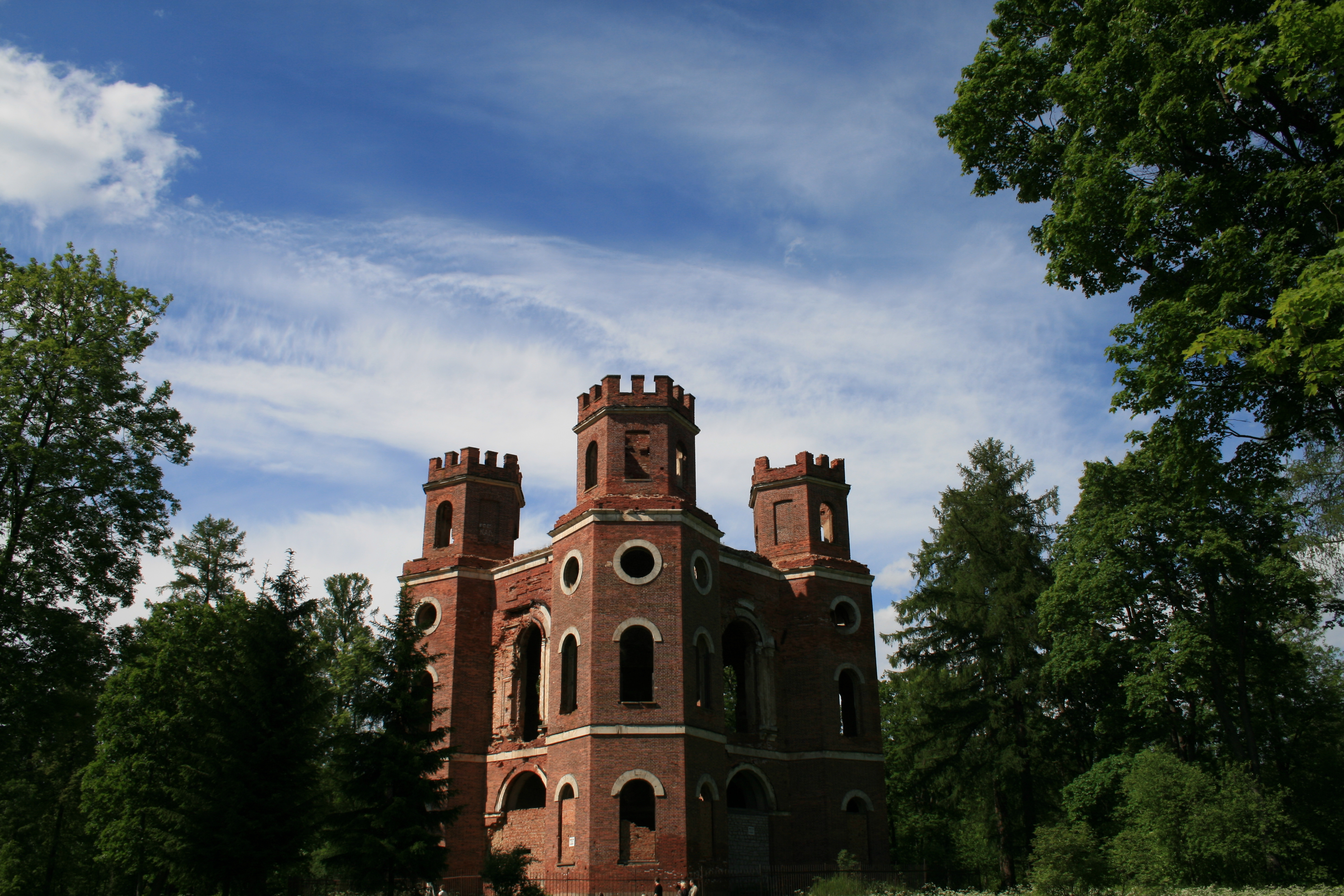
L'arsenal en 2008

Le pavillon de l'arsenal est bâti en 1834. Il comprenait un magnifique décor néogothique, avec des vitraux, des colonnes et des fresques, et surtout une salle des chevaliers (Rittersaal) au premier étage qui abritait la meilleure partie de la collection d'armes de Nicolas Ier. Chaque salle avait un thème particulier. La salle d'entrée avait des figures représentant des soldats de la garde; la salle, dite salle albanaise, rassemblait la collection d'armes chinoises, japonaises, perses et turques de l'empereur. Le cabinet, quant à lui, présentait des épées espagnoles, italiennes et allemandes, et la bibliothèque des armes à feu.
Alexandre III a donné cette collection unique au musée de l'Ermitage en 1883, où elles sont actuellement exposées à la salle des chevaliers.
L'arsenal a été dévasté pendant le siège de Leningrad et l'occupation allemande de la ville de Tsarskoïe Selo (Pouchkine). Des projets de restauration sont en cours.

### La ferme impériale

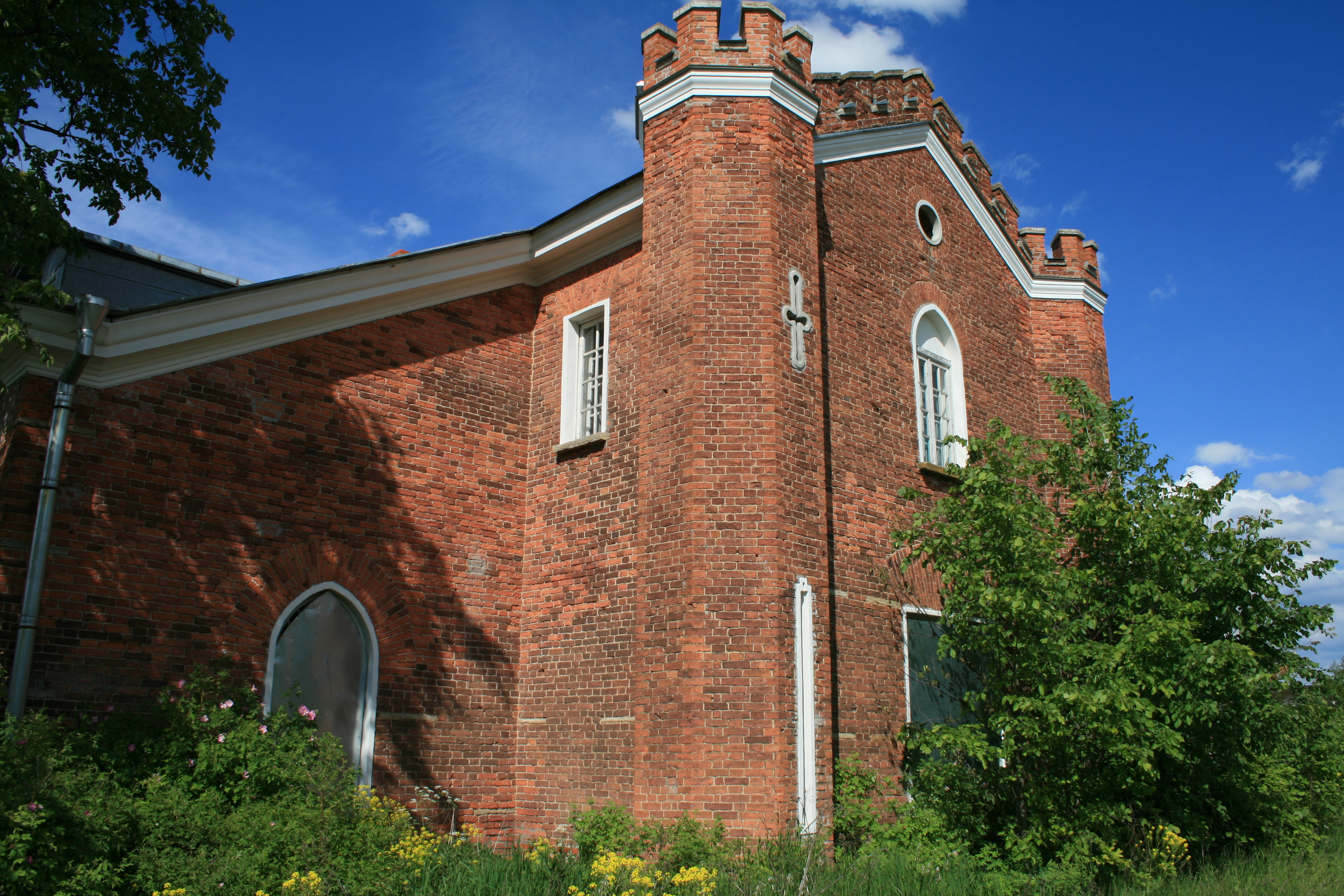
Bâtiment principal de la ferme

La ferme impériale, qui se trouve dans la partie nord du parc, date de 1828. On y trouvait du bétail issu des meilleures races de l'Empire. Au début du XXe siècle, ses produits laitiers et sa viande servaient aux besoins de la cour impériale et le surplus était vendu. On trouve à la ferme d'anciens bâtiments qui servaient de logements aux employés de la ferme et aux vétérinaires, ainsi qu'une grande glacière et une beurrerie.
Aujourd'hui, les bâtiments les mieux conservés sont la vacherie et la maison de l'intendant, construits en brique rouge.

### Hôtel impérial des chevaux invalides
Les chevaux trop âgés des empereurs n'étaient pas abattus. Ils finissaient leurs jours dans une écurie et son pré attenant baptisés « hôtel impérial des chevaux invalides » et ils avaient leur propre cimetière, cimetière unique au monde. Il est aujourd'hui en ruines. Nicolas Ier fit construire cet ensemble en 1826 pour huit de ses chevaux préférés.

### Le pavillon des lamas
Le pavillon des lamas, en ruines depuis la dernière guerre, se trouve à l'ouest de l'arsenal, près de l'étang des lamas. Il a été spécialement bâti en 1820-1822 pour abriter les lamas envoyés du Pérou et offerts à Alexandre Ier. On y trouvait au début du XXe siècle des logements pour les gardiens du parc.

### Le pavillon des enfants

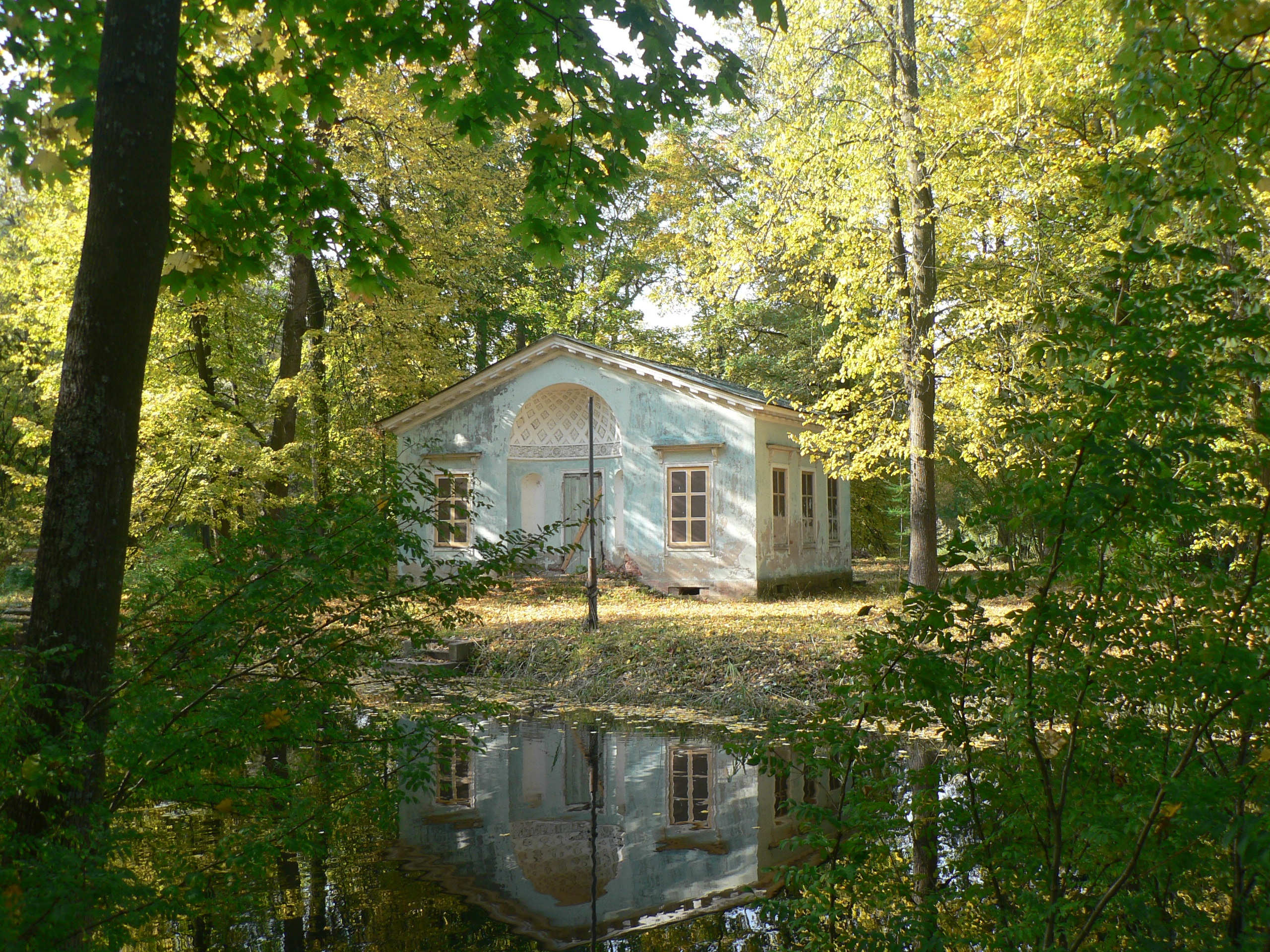
Le pavillon des enfants

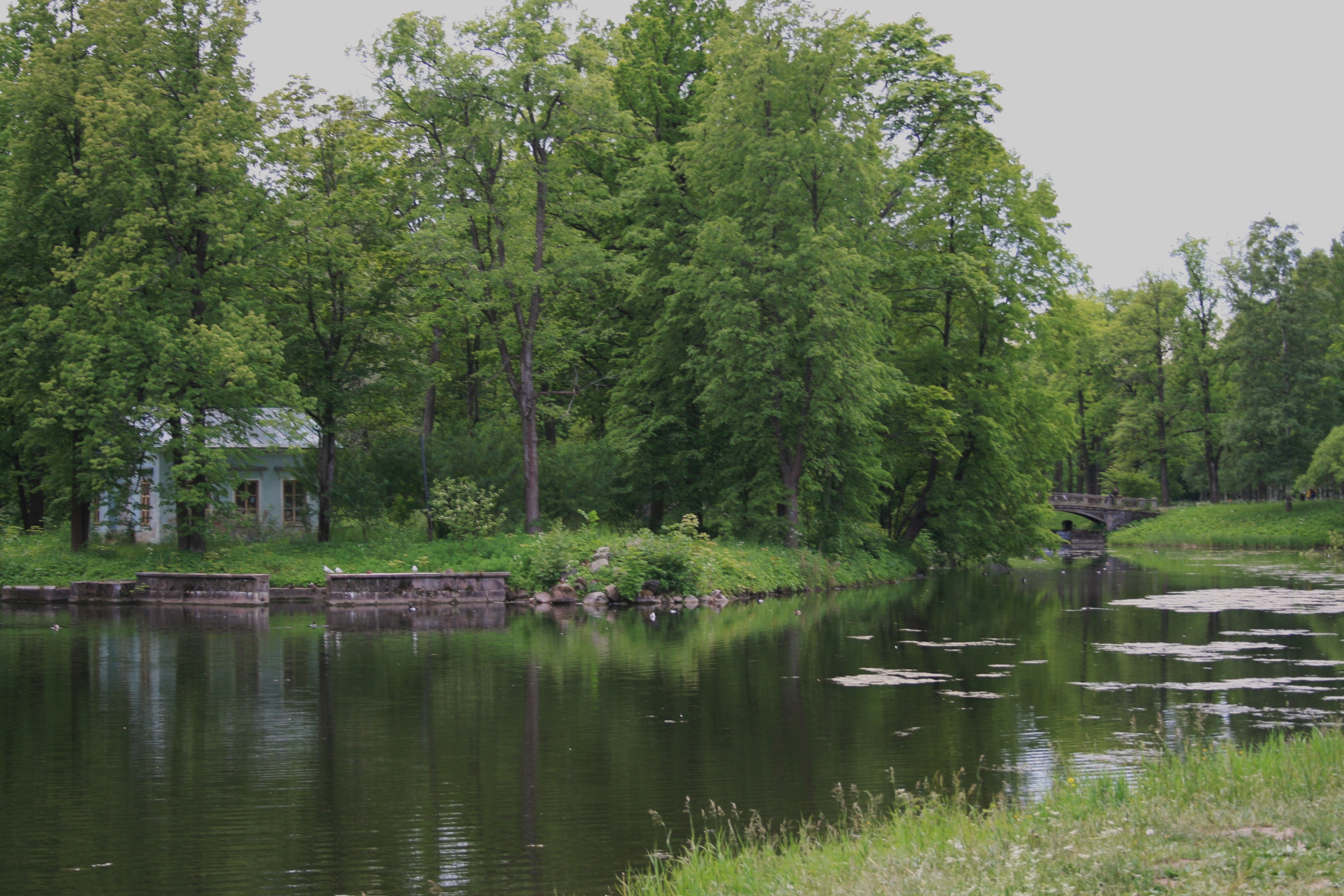
L'île avec le pavillon des enfants

Le pavillon, ou petite maison, des enfants se trouve sur un îlot près du palais Alexandre. Il a été construit en 1830 pour les enfants de Nicolas Ier par l'architecte Alexeï Gornostaïev. Il y avait un salon sur toute la largeur et quatre petites chambres, et à côté du pavillon, une cuisine construite en bois. Un buste en marbre de l'ancien précepteur de Nicolas Ier, Karl Merder, se trouvait devant la petite maison, et à droite un buste en marbre du poète Joukovski qui prit part à l'éducation des enfants impériaux, pour les leçons de littérature et de russe. Les chiens préférés de l'empereur étaient enterrés derrière le pavillon.
Jusqu'à l'occupation allemande, on avait pu conserver le mobilier de la petite maison bleue. La chambre du futur Alexandre II était tapissée de cuir, celles de ses sœurs, les grandes-duchesses Olga, Marie et Alexandra, étaient recouvertes de cretonne. Le mobilier était fort simple, les plafonds étaient décorés de frises Empire, ou Louis XVI.
On accédait en bateau à l'îlot des enfants par deux petits embarcadères formés chacun de quelques marches de granite

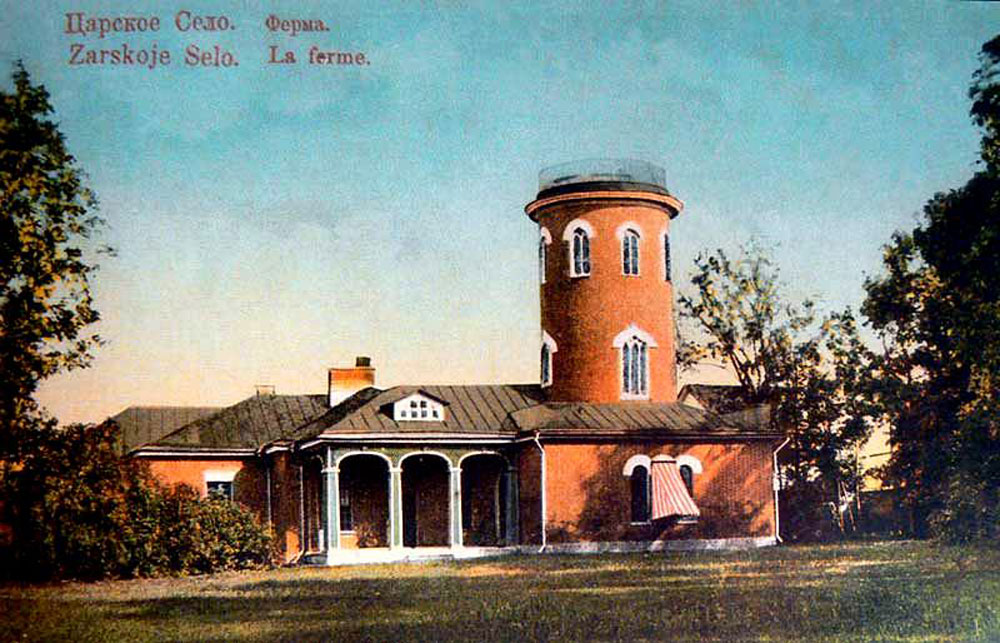
La ferme impériale en 1900

## Notes et références

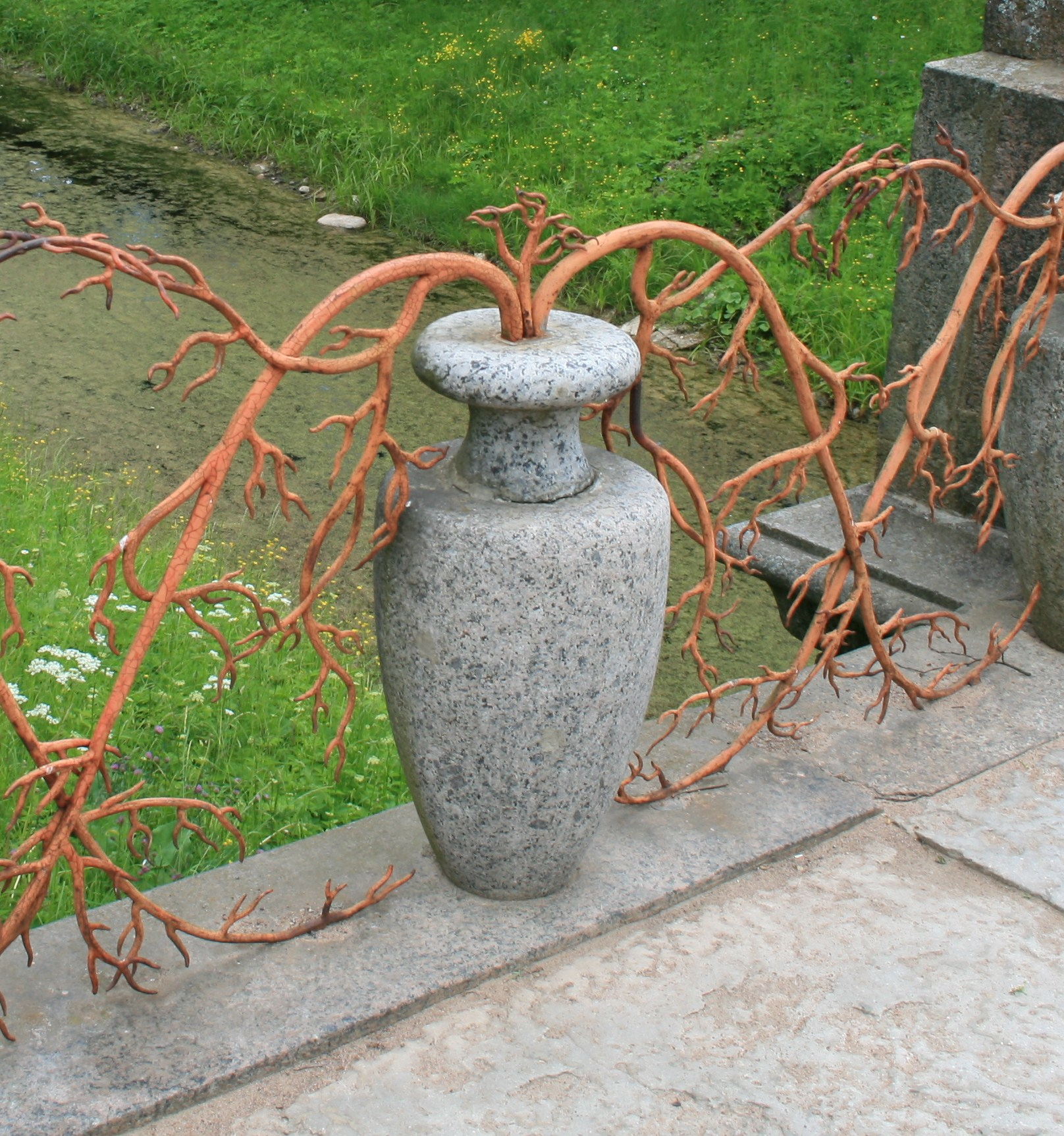
Un des vases du grand pont chinois

## Source
- (ru) Cet article est partiellement ou en totalité issu de l’article de Wikipédia en russe intitulé « Александровский парк (Царское Село) » (voir la liste des auteurs).